# Критерій Фрідмана
Критерій Фрідмана (англ. Friedman test) — непараметричний статистичний тест. Його було названо на честь американського економіста Мілтона Фрідмана, який його розробив, і в 1937 році опублікував у журналі Journal of the American Statistical Association. Він є узагальненням критерію Уілкоксона і застосовується для зіставлення {\displaystyle c} умов вимірювання ({\displaystyle c\geqslant 3}) для {\displaystyle n} об'єктів спостереження. Тест Фрідмана активно застосовується в прикладних сатистико-аналітичних розрахунках і підтримується багатьма пакетами прикладних програм таких, як SPSS, R та інші. 

## Гіпотетична задача
Нехай ми маємо статистичну вибірку, що включає {\displaystyle c} вимірювань для кожного з {\displaystyle n} параметрів, які ми вивчаємо. Дані вибірки подано у формі таблиці:
|                         | Умови                   | Умови                   | Умови                   | Умови                   |
| № об'єкта               | {\displaystyle 1}       | {\displaystyle 2}       | {\displaystyle \dots }  | {\displaystyle c}       |
| {\displaystyle 1}       | {\displaystyle x_{11}}  | {\displaystyle x_{21}}  | {\displaystyle \dots }  | {\displaystyle x_{c1}}  |
| {\displaystyle 2}       | {\displaystyle x_{12}}  | {\displaystyle x_{22}}  | {\displaystyle \dots }  | {\displaystyle x_{c2}}  |
| {\displaystyle \vdots } | {\displaystyle \vdots } | {\displaystyle \vdots } | {\displaystyle \ddots } | {\displaystyle \vdots } |
| {\displaystyle n}       | {\displaystyle x_{1n}}  | {\displaystyle x_{2n}}  | {\displaystyle \dots }  | {\displaystyle x_{cn}}  |
| ----------------------- | ----------------------- | ----------------------- | ----------------------- | ----------------------- |

Нульовою гіпотезею {\displaystyle H_{0}} розглядається наступна: «між отриманими в різних умовах вимірюваннями є лише випадкові відмінності». 
Вибирається рівень значущості {\displaystyle \alpha }, наприклад, {\displaystyle \alpha =0,01} (імовірність помилкового відхилення нульової гіпотези).

## Перевірка гіпотези
Для перевірки гіпотези побудуємо пострічково таблицю рангів. При цьому отримаємо ранги {\displaystyle r_{ij}} об'єкта {\displaystyle x_{ij}} при ранжуванні {\displaystyle x_{1j},x_{2j},\dots ,x_{cj}}
|                         | Ранги                   | Ранги                   | Ранги                   | Ранги                   |
| № об'єкта               | {\displaystyle 1}       | {\displaystyle 2}       | {\displaystyle \dots }  | {\displaystyle c}       |
| {\displaystyle 1}       | {\displaystyle r_{11}}  | {\displaystyle r_{21}}  | {\displaystyle \dots }  | {\displaystyle r_{c1}}  |
| {\displaystyle 2}       | {\displaystyle r_{12}}  | {\displaystyle r_{22}}  | {\displaystyle \dots }  | {\displaystyle r_{c2}}  |
| {\displaystyle \vdots } | {\displaystyle \vdots } | {\displaystyle \vdots } | {\displaystyle \ddots } | {\displaystyle \vdots } |
| {\displaystyle n}       | {\displaystyle r_{1n}}  | {\displaystyle r_{2n}}  | {\displaystyle \dots }  | {\displaystyle r_{cn}}  |
| ----------------------- | ----------------------- | ----------------------- | ----------------------- | ----------------------- |

У результаті ми отримаємо суми рангів і введемо інші позначення:
{\displaystyle R_{i}=\sum _{j=1}^{n}r_{ij}}
{\displaystyle {\bar {R}}_{i}={\frac {R_{i}}{n}}}
{\displaystyle {\bar {\bar {R}}}={\frac {c+1}{2}}}
Для перевірки гіпотези використаємо «емпіричне значення критерію»:
{\displaystyle S={\frac {12n}{c(c+1)}}\sum _{i=1}^{c}({\bar {R}}_{i}-{\bar {\bar {R}}})^{2}},
Її ж можна представити і в такому вигляді:
{\displaystyle S={\frac {12}{nc(c+1)}}\sum _{i=1}^{c}R_{i}^{2}-3n(c+1)}
Нульова гіпотеза приймається за умови, якщо "критичне значення критерію" буде більшим, ніж емпіричне: 
{\displaystyle S<S_{\alpha }(n,c)}
Для малих значень {\displaystyle n} і {\displaystyle c} для критичного значення критерію Фрідмана 
існують спеціальні таблиці для різних значень рівня значимості {\displaystyle \alpha } (або довірчої ймовірності {\displaystyle 1-\alpha }).
Для {\displaystyle n\geqslant 13} і {\displaystyle c\geqslant 20} застосовується апроксимація — {\displaystyle \alpha }-Квантилі розподілу хі-квадрат з ступенями вільності {\displaystyle c-1}:
{\displaystyle S_{\alpha }(n,c)\approx \chi _{\alpha }^{2}(c-1)}